# Скагенські художники (Данія)

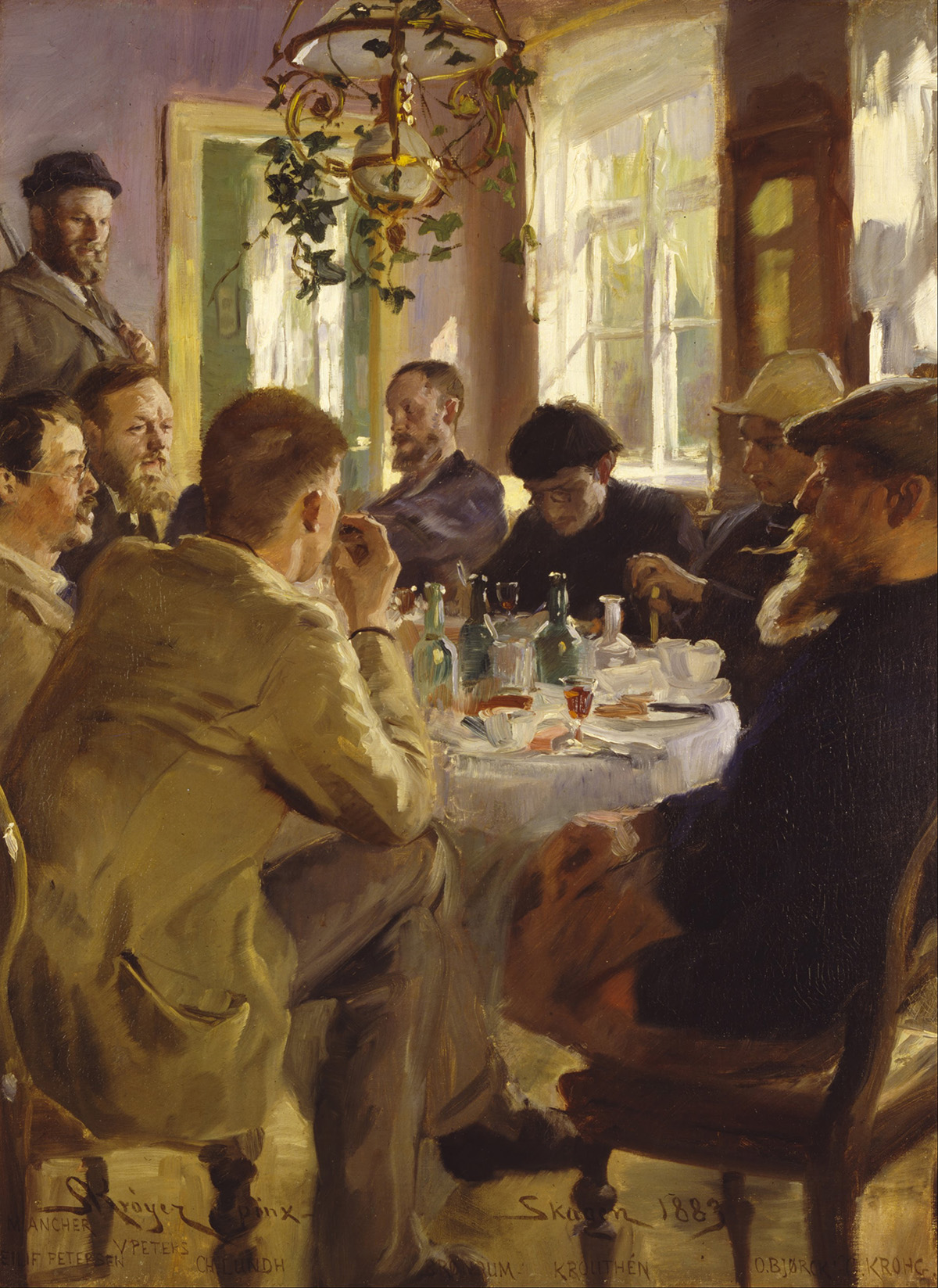
Педер Северін Крейєр. «Скагенські художники за обіднім столом», 1883 р.

Скагенські художники (англ. Skagen Painters) — вільне товариство художників зі скандинавських країн, що роками працювали і відпочивали у селі Скаген на північному узбережжі Ютландії.

## Загальна характеристика
Скагенські художники не були єдиною ідейною течєю і не створили власної програми чи маніфесту або окремого стилю. Це було вільне товариство митців на відпочинку, що дещо розрізнялись художніми манерами, працювали у різних жанрах і були поєднані у товариство клопотами художника Педера Северіна Крейєра. Вони відійшли від жорсткої стилістики академізму і його надуманих сюжетів, що панували в Данській королівській академії мистецтв чи у Шведській королівській академії мистецтв. Знайомство з інтенсивними пошуками в мистецтві Франції сприяло підтримці новітніх тенденцій і обережному перенесенні їх в мистецтво скандинавських країн.
Більшість скагенських художників працювала в стилістиці реалізму з більшими чи меншими домішками помірного імпресіонізму, а згодом і обережними впливами модерну.

## Передісторія

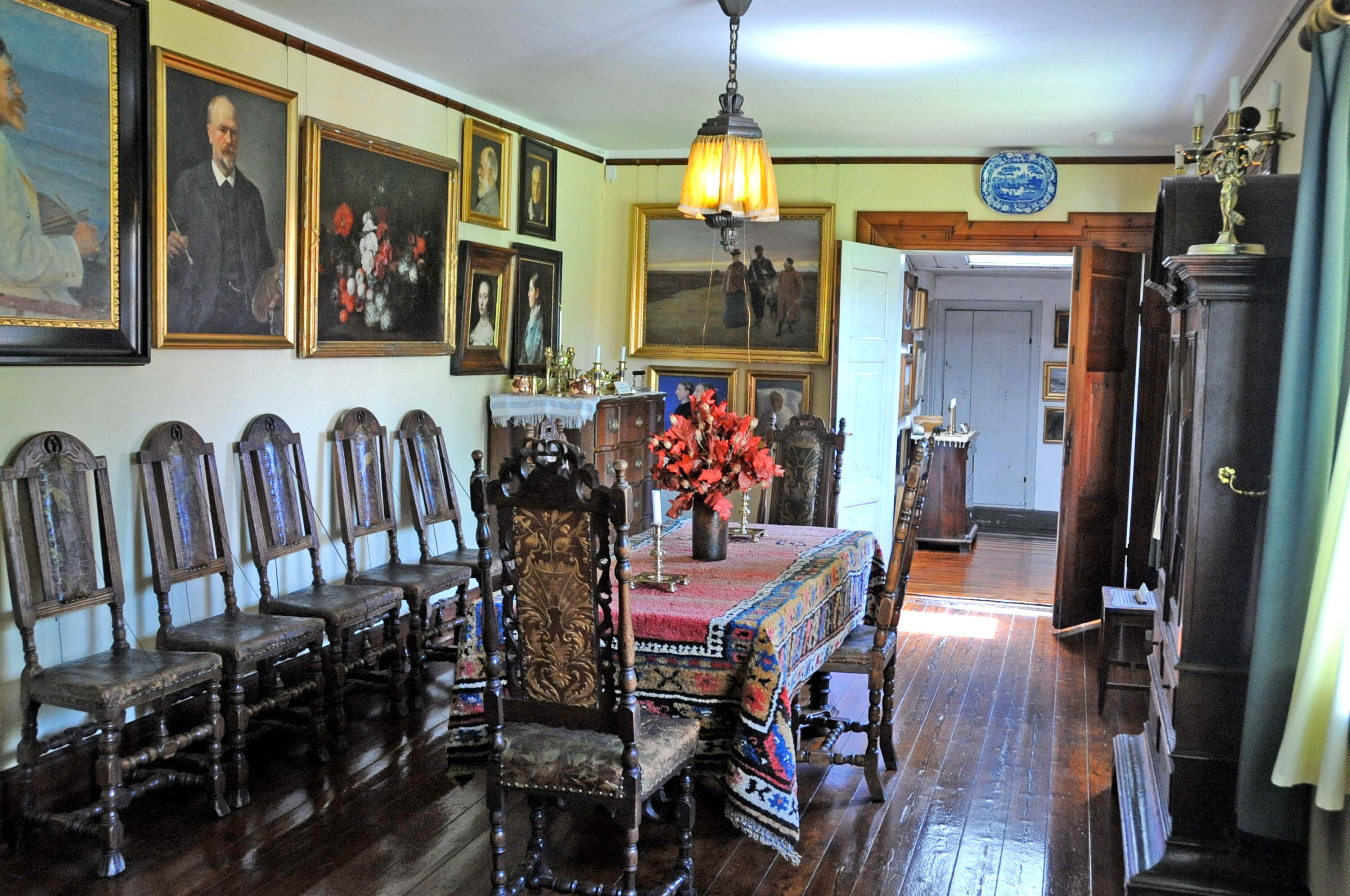
Будинок родини художників Анкер, філія музею у Скагені, фото 2013 р.

Художники прибували у Скаген як із самої Данії, так і з Норвегії, Німеччини, Швеції, Фінляндії, що надало товариству міжнародного характеру. Формально Скаген відіграв роль Барбізона для низки скандинавських художників в третій третині 19 століття і на початку 20-го.
Ідея створити товариство художників належала Педеру Северіну Крейєру. В молоді роки він відвідав селище Хорнбек, де збирались художники на відпочинок і необтяжливу працю влітку, а також деякі представники столичних інтелектуалів. Він сам вивчав практику художників Барбізонської школи. Дозвілля на узбережжі і необтяжлива праця влітку сподобались Крейєру і він переніс ці ознаки літнього дозвілля у Скаген. Раніше за нього у Скагені оселились молоді художники Анна і Міхаель Анкери, які і запросили його у гості. Про спокійний Скаген Крейєру розповідали також художник-мариніст Хольгер Драхманн та художники Карл Мадсен та Лауріц Туксен, що працювали тут ще у 1870-і роки. У червні 1882 року він і прибув у Скаген.
Село не відрізнялось тоді пожвавленим життям. Низку рибальських домівок доповнювали лише церква, крамниця з харчами і місцевий готель Брьондум. В готелі первісно і розміщались митці. Лише пізніше низка художників придбає тут помешкання і власні майстерні, перевезе дружин і дітей. Покинуті домівки ферми придбав у власність і сам Педер Северін Крейєр, де після ремонтів і пристосування під житло оселився з молодою дружиною.
Колонія художників у Скагені почала формуватися до переїзду тули Крайєра, але він сприяв узаконенню колонії і мимоволі став її неформальним лідером і як організатор, і як найбільш обдарований серед них.

## Колонія художників у Скагені

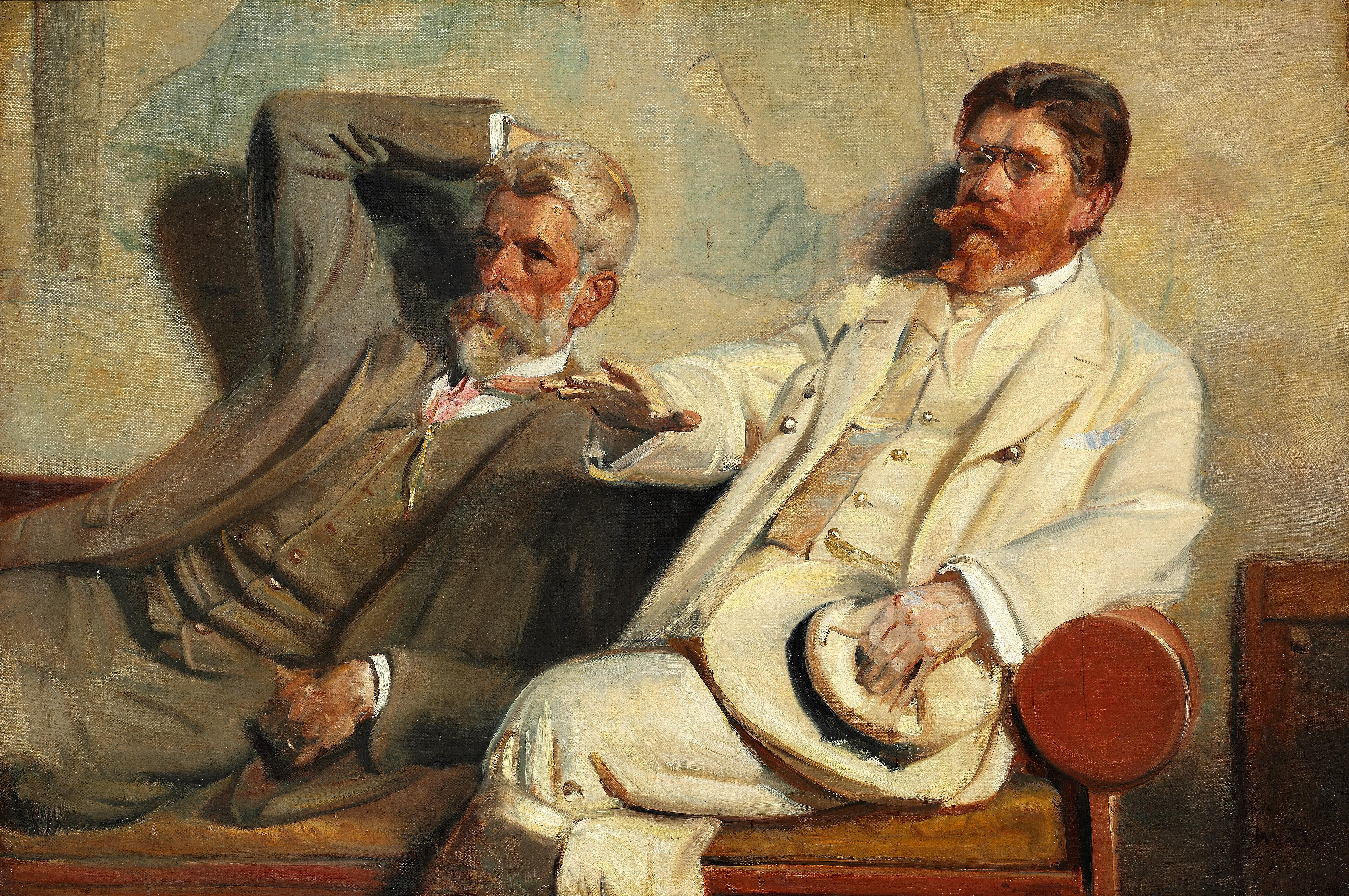
Міхаель Анкер. «Художні критики», ескіз до картини, музей Скагена, Данія

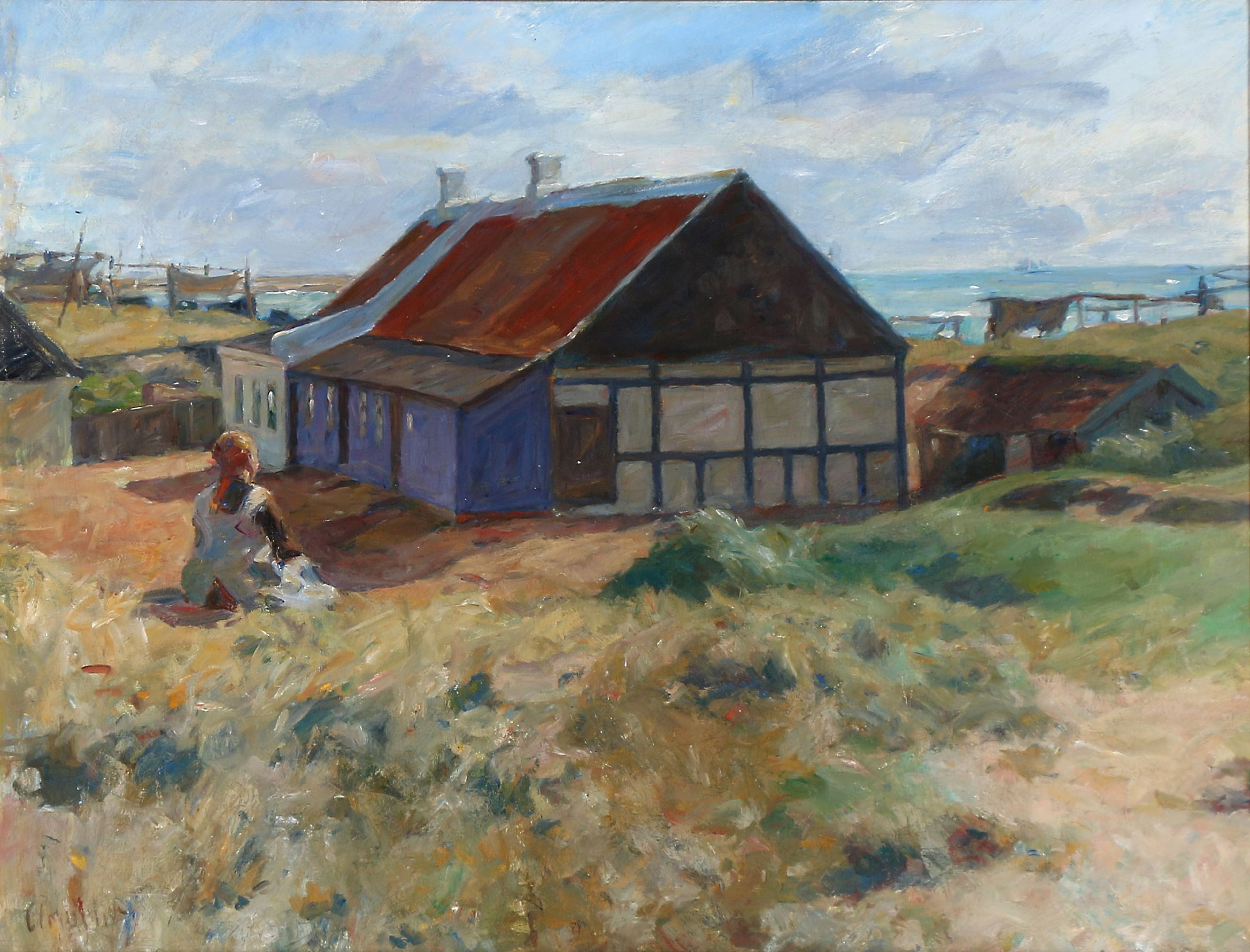
Ґад Фредерік Клемент. «Дівчина дивиться на море»

Крейєр жартівливо називав колонію художників у Скагені — «Вечірня академія». Іноді їх називали «Північні ентузіасти».
Після сніданку художники або йшли працювати на пленері, або працювали у власних кімнатах готелю чи майстернях. Разом із місцевими мешканцями ходили на полювання у дюни. Збирались за столом в обідню пору та вечорами. Тоді точилися розмови, спілкування і аналіз зробленого в малюнках чи в живопису (звідси жарт «академія»). Згодом аналіз зробленого за день став приводом для створення картини "Художні критики", котру розробляв Міхаель Анкер. Вечорами також грали у карти та пили вино.
З середини 1880-х років на практику у Скаген почали прибувати студенти художньої академії. Тоді Крейєр залучався до викладацької практики.
Серед митців, що відвідували Скаген, були як відомі у власних країнах митці, так і майстри, відомі в Європі. Серед них:
- Фрітц Таулов, х-к з Норвегії
- Педер Северін Крейєр, х-к
- Чарльз Лунд, х-к
- Вільгельм Петер, х-к
- Кристіан Крог, х-к з Норвегії
- Міхаель Анкер, х-к
- Анна Анкер, художниця
- Оскар Бйорк, х-к зі Швеції
- Карл Нільсен, данський композитор
- Анна Марі Нільсен, дружина композитора і скульпторша
- Георг Брандес, данський письменник
- Хольгер Драхман, данський письменник
- Фріц Столтенберг, х-к з Німеччини
- Юлій Фрідріх Рунге, х-к з Німеччини
- Еміль Бару, х-к з Франції
- Адріан Стокс, художник-пейзажист з Британії та інші.

## Кристіан Крог

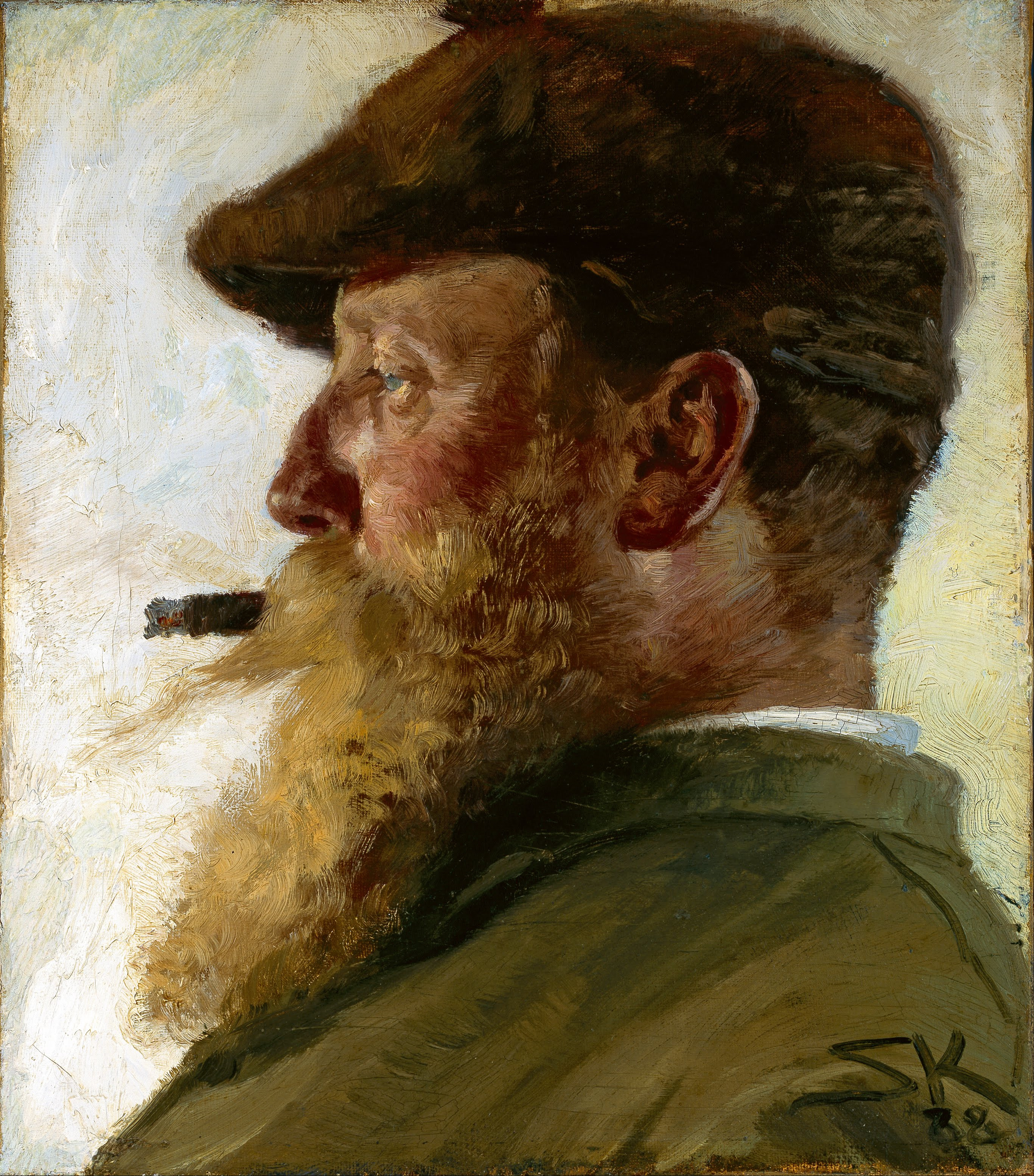
Педер Северін Крейєр. "Кристіан Крог ", 1888 р.

Художник з Норвегії Кристіан Крог (1852—1925) вперше відвідав Скаген 1879 року разом із Фріцем Тауловим. Він починав вивчати юриспруденцію, але мистецтво переважило. Крог навчався в художній школі в місті Осло, а потім в Карлсруе та у Берліні. Кристіан Крог цікавився побутом рибалок ще у Норвегії, що сприяло появі декількох картин з рибальською тематикою. На художню манеру і техніку Крога помітний вплив мали художня манера Педера Северіна Крейєра і знайомство з живописом Французів під час відвідин Парижа — Едуара Мане і тамтешніх імпресіоністів.

## Лауріц Туксен

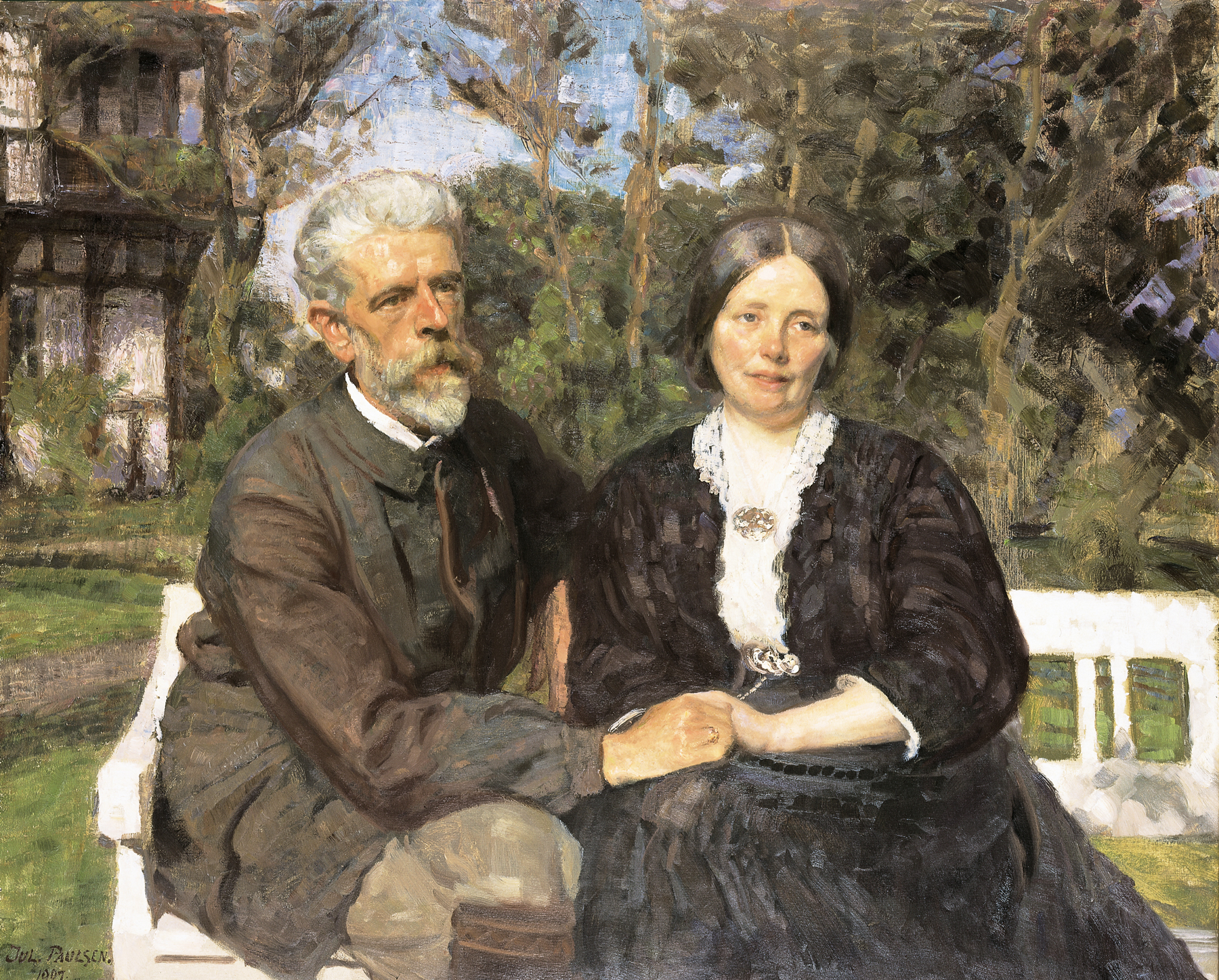
Юліус Паульсен. « Художник Лауріц Туксен з дружиною Фредерікою»

Лауріц Туксен походив з міста Копенгаген. Він закінчив Данську королівську академію, де навчався і Педер Северін Крейєр і де був серед найкращих студентів закладу. Стажувався з 1875 року в майстерні паризького художника Леона Бонна, з котрим працював і надалі. Перша дружина Туксена померла від туберкульозу. Лауріц Туксен узяв шлюб вдруге з пані Фредерікою Трешкоу з Норвегії. Вони оселились в Скагені 1901 року, де художник придбав будинок. В Скагені Лауріц Туксен створив низку портретів друзів і Фредеріки, декілька картин з побутом рибалок і пейзажів.
Але сучасники знали його як художника-портретиста королівських родин, бо серед його замовників були король Данії Кристіан IX, королева Британської імперії Вікторія, російський імператор Микола ІІ.

## Педер Северін Крейєр

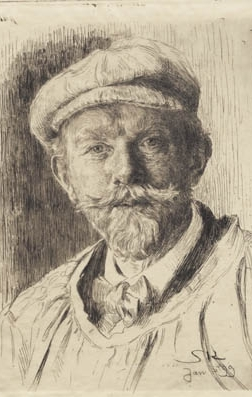
Педер Северін Крейєр. Автопортрет у віці 49 років, 1899 р.

Власною обдарованістю серед товариства відрізнявся Педер Северін Крейєр. Він брався за створення як картин побутового жанру, так і за пейзажі, марини. Частка творів була створена на межі жанрів. Так, в картині «Рибальські човни в Скагені», 1884 р., ним були вилучені всі дріб'язкі деталі при збереженні ознак трьох жанрів (Марина, натюрморт, побутовий жанр).
Крейєр не зробив значної кар'єри як портретист, але його майстерність поціновували в Парижі, куди він неодноразово відбував з Данії, бо отримував замови на портрети в місті, де і без нього була армія непоганих портретистів. Паризька публіка поціновувала також швидкість, з якою працював Педер Северін Крейєр, бо не мучив довго сеансами позування. Швидше за Крайєра тоді працював лише швед Андерс Цорн.
Педер Северін Крейєр доживав віку у Скагені і був похований на місцевому цвинтарі.

## Галерея творів скагенських художників

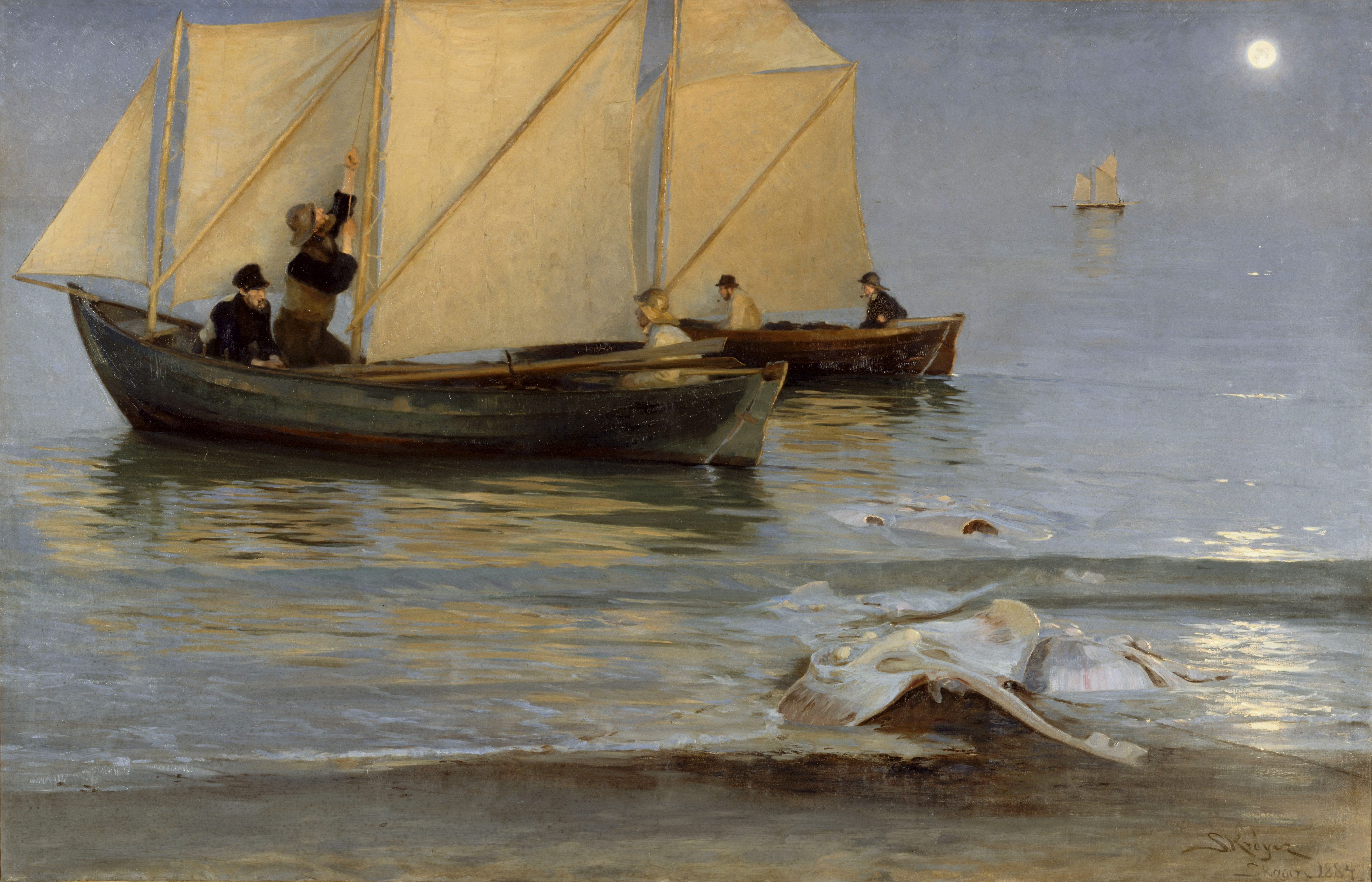
Педер Северін Крейєр. «Рибальські човни в Скагені», 1884, Музей д'Орсе, Париж

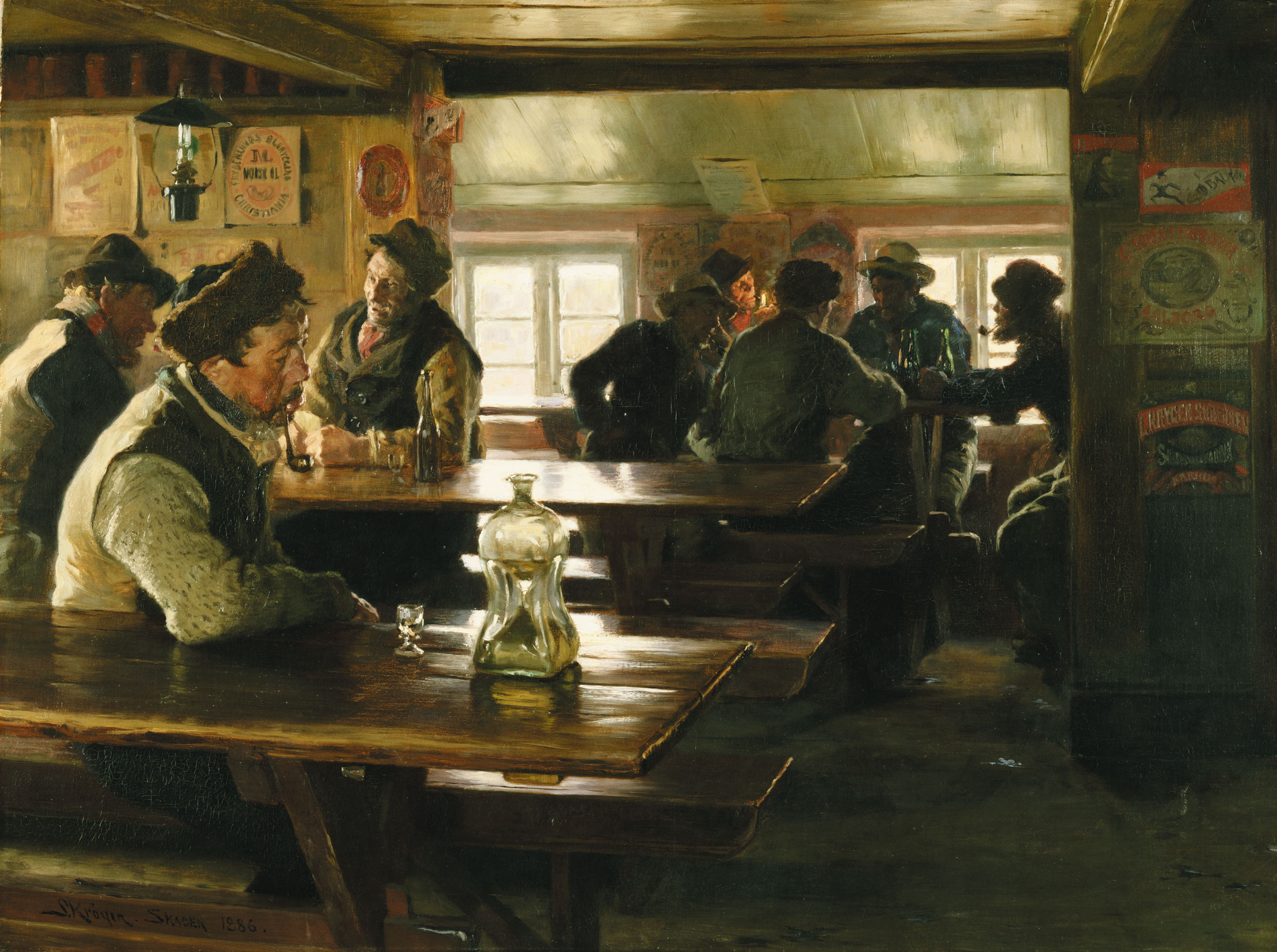
Педер Северін Крейєр. «Шинок у Скагені», 1886, Музей мистецтв Філадельфії, США.

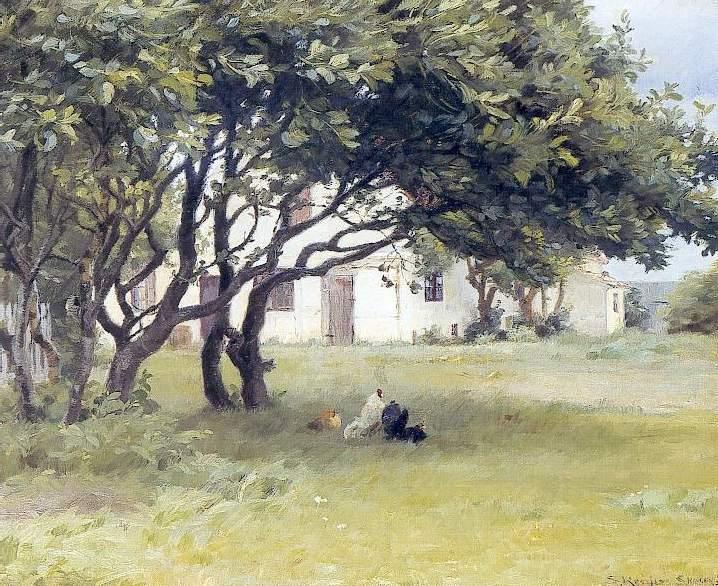
« Будинок художника Педера Северіна Крейєра. Скаген», 1900

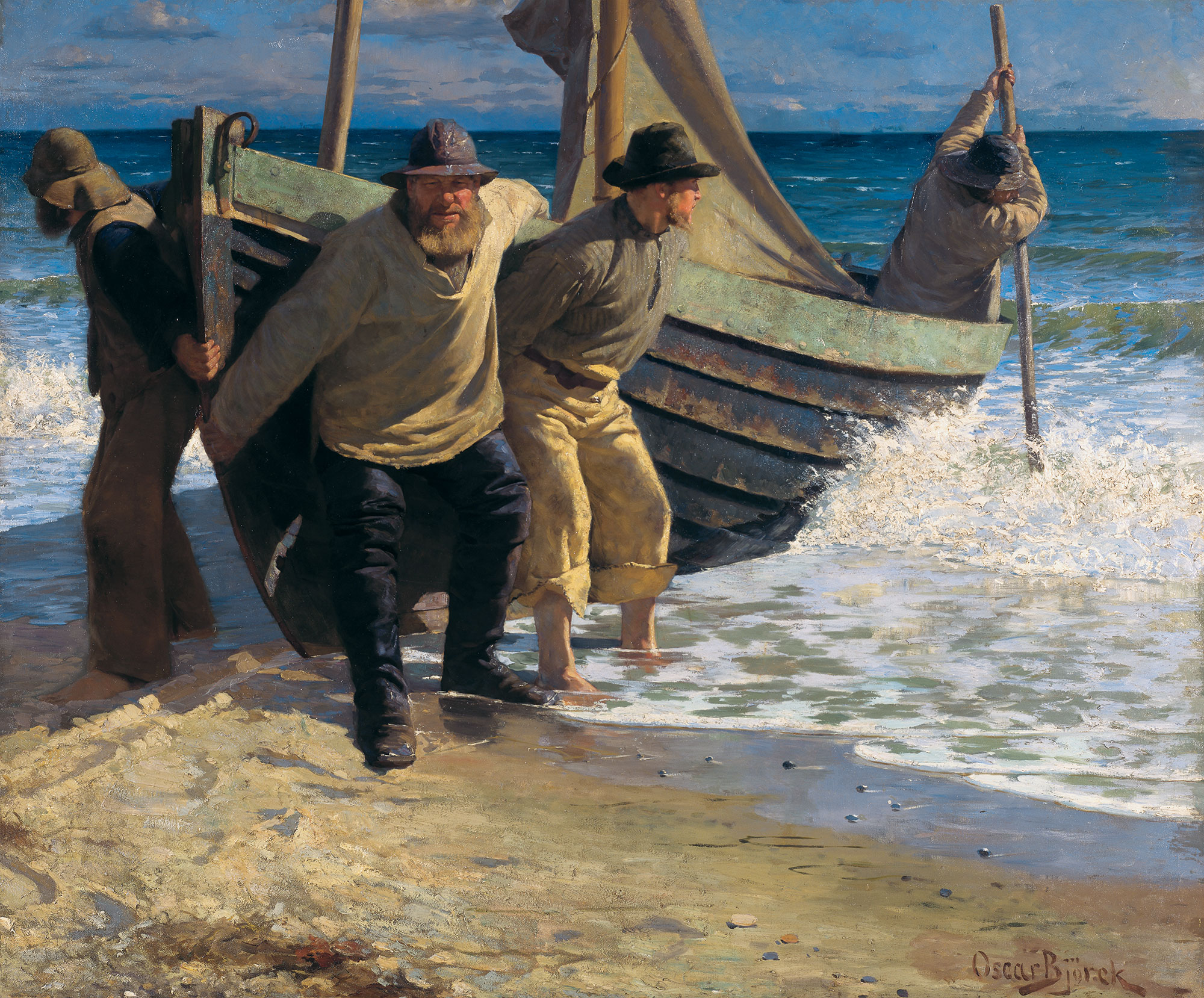
Оскар Бйорк. «Тягнуть човен на берег», 1885
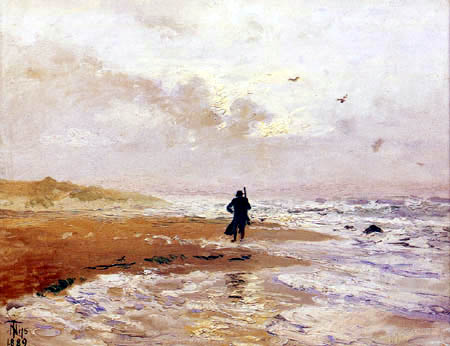
Торвальд Нісс. «Узбережжя в Сагені», бл. 1889
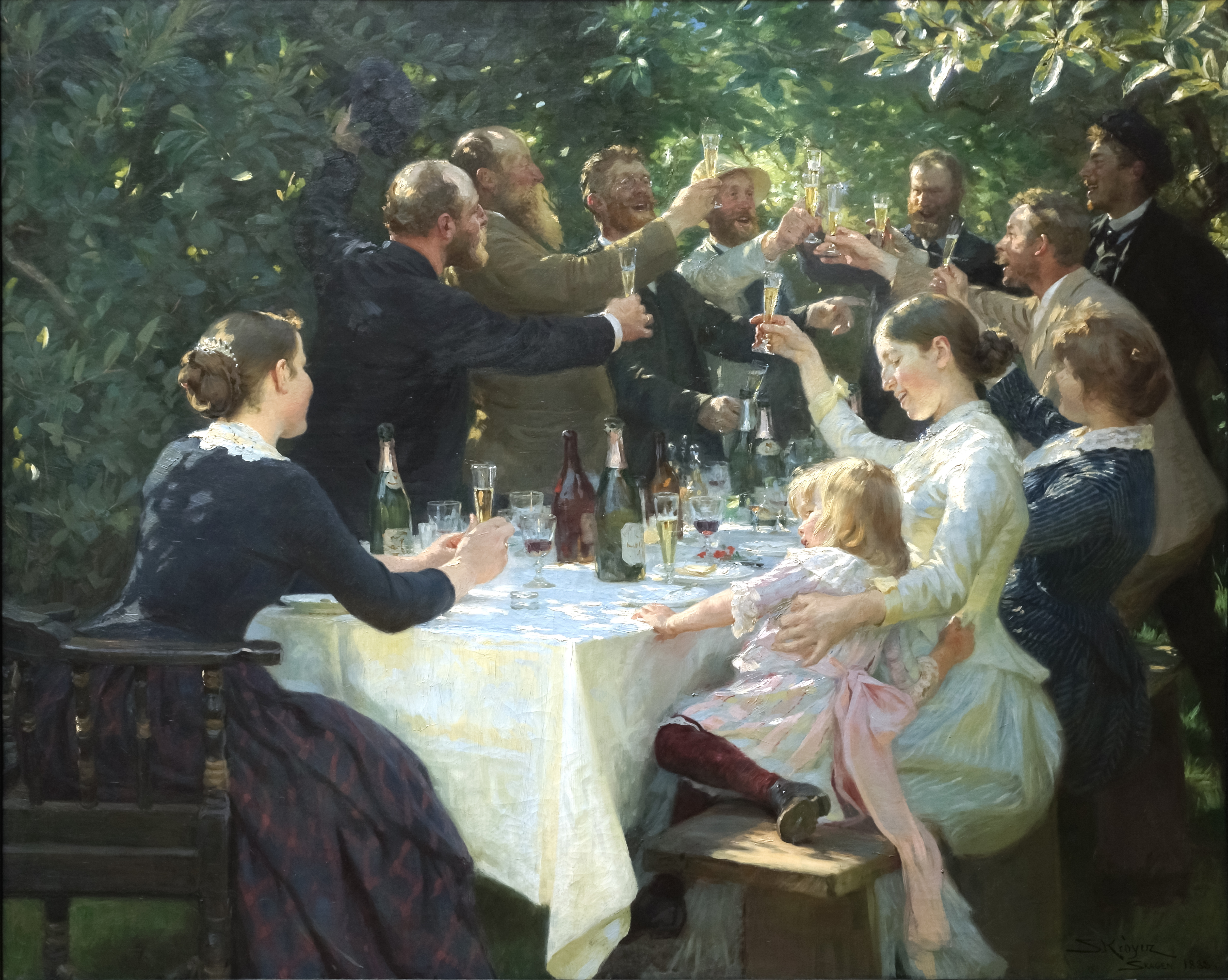
Педер Северін Крейєр. Гіп, гіп, ура!(картина), 1888 р, Гетеборзький художній музей.
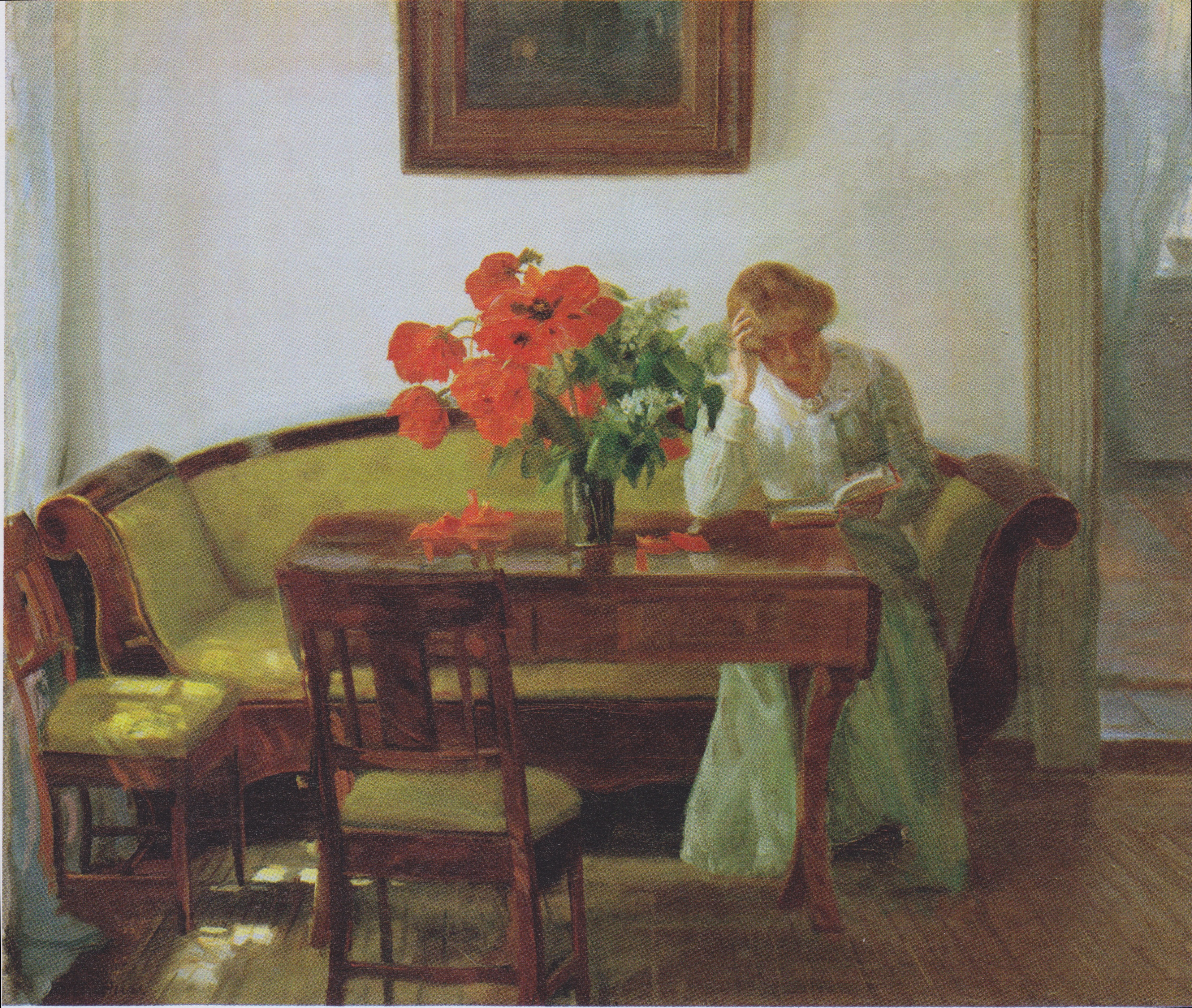
Художниця Анна Анкер. «Пані з книгою в інтер'єрі», 1905, музей Скагена, Данія
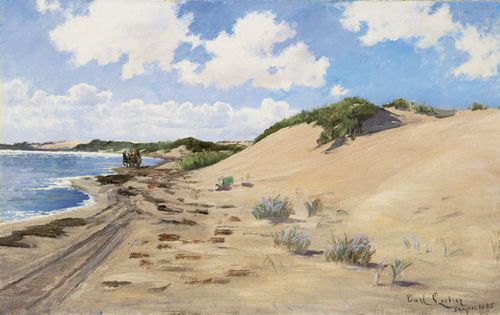
Карл Лохер. «Узбережжя з дорогою до Скагена», бл. 1890
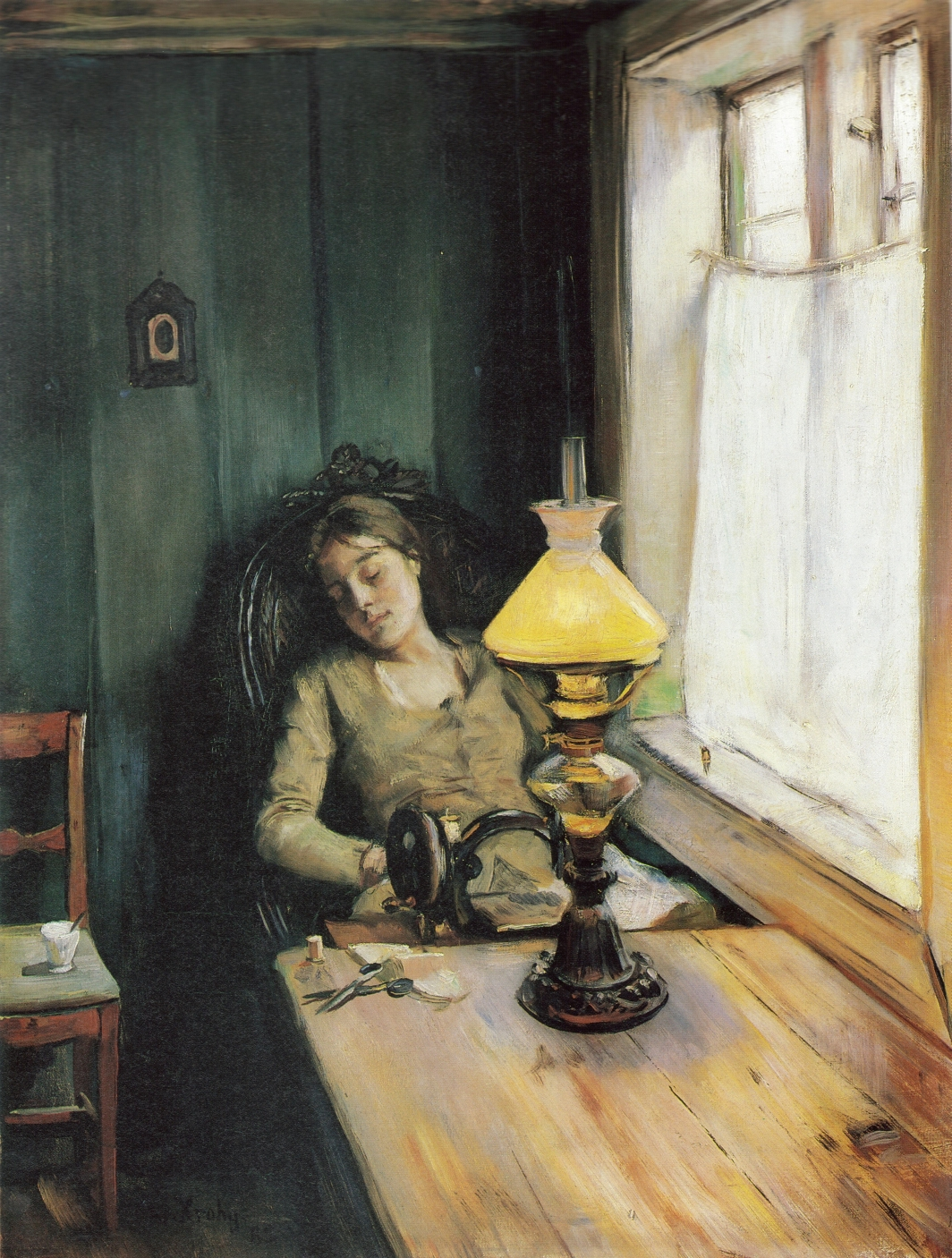
Кристіан Крог. «Утомилася», 1885, Національний музей мистецтва, архітектури і дизайну, Осло, Норвегія
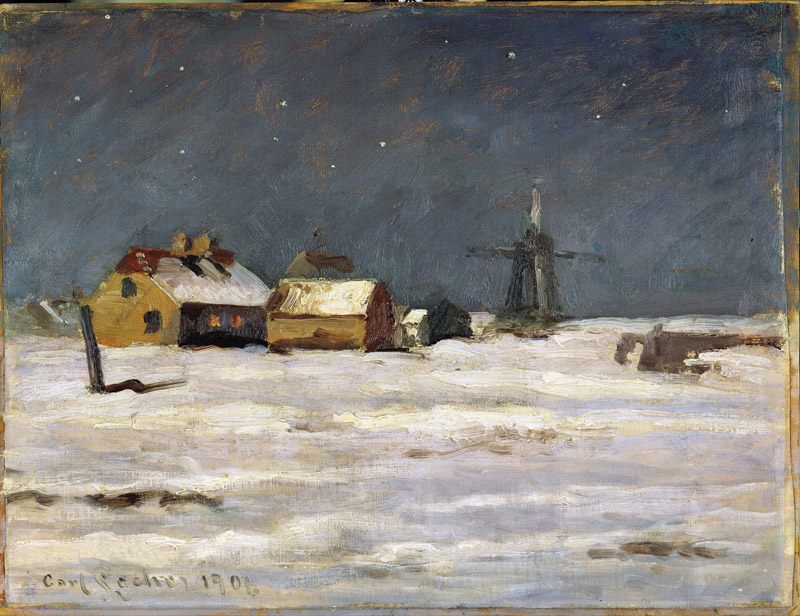
Карл Лохер. «Село Скаген взимку», 1906
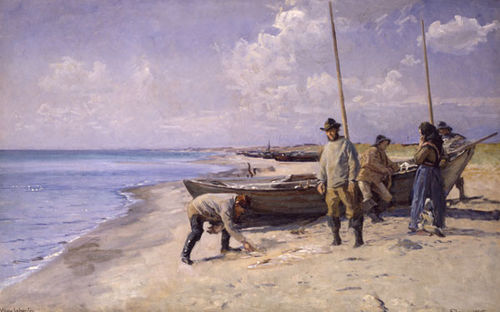
Вігго Юхансен. «Розподіл риби, Скаген», 1885, музей Скагена, Данія
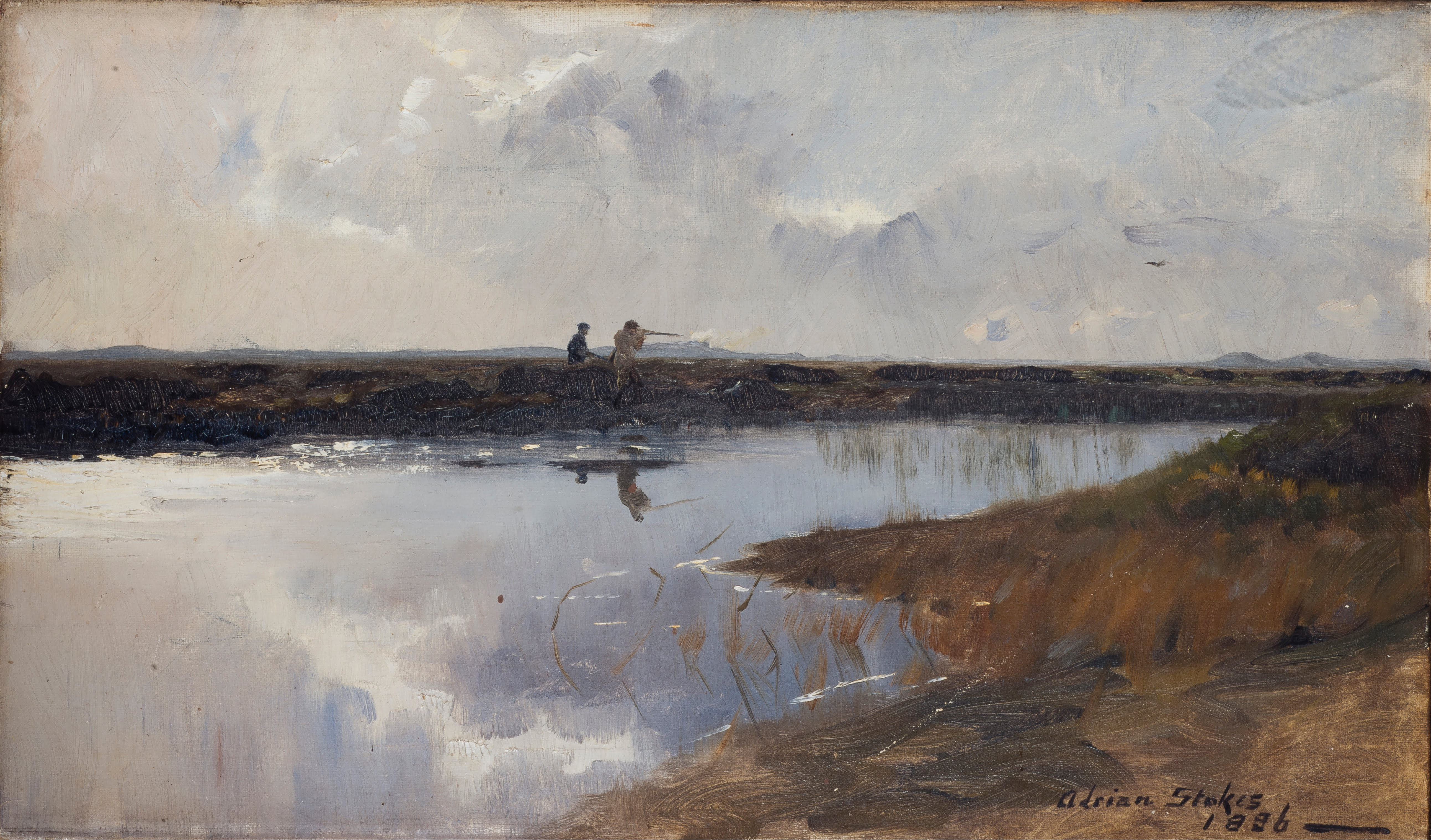
Адріан Стокс. «Мисливці в дюнах Скагена», 1886, музей Скагена, Данія.

## Музей Скагена

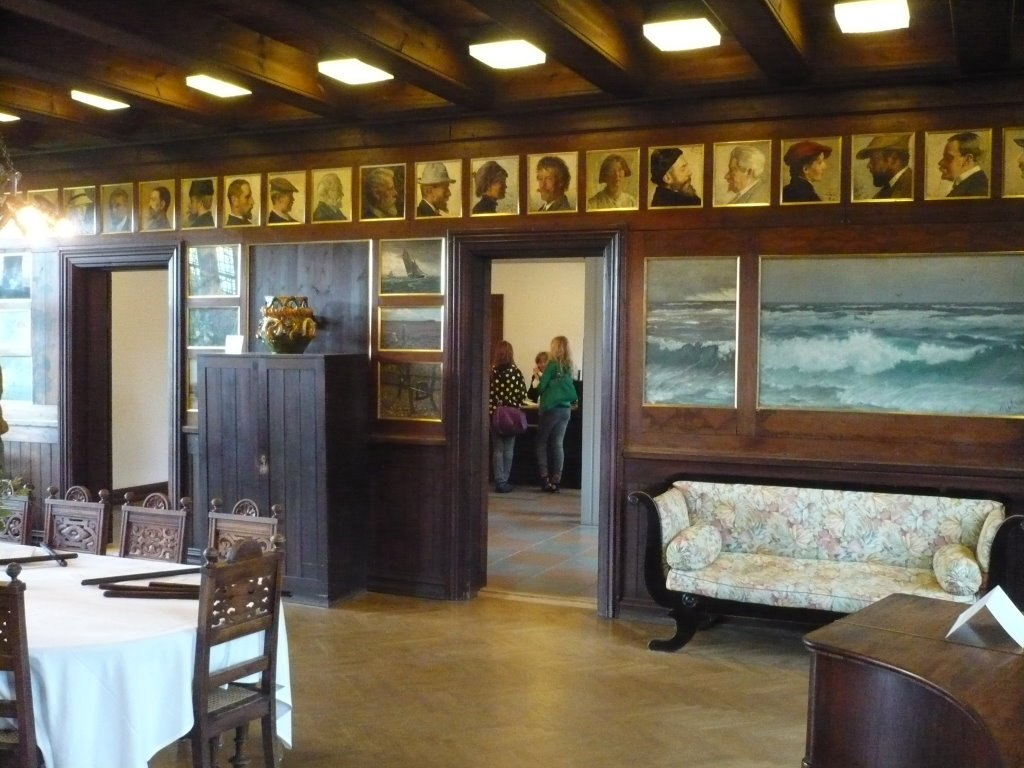
Їдальня готеля «Брьондум», перетворена на музей. Фото 2007 р.

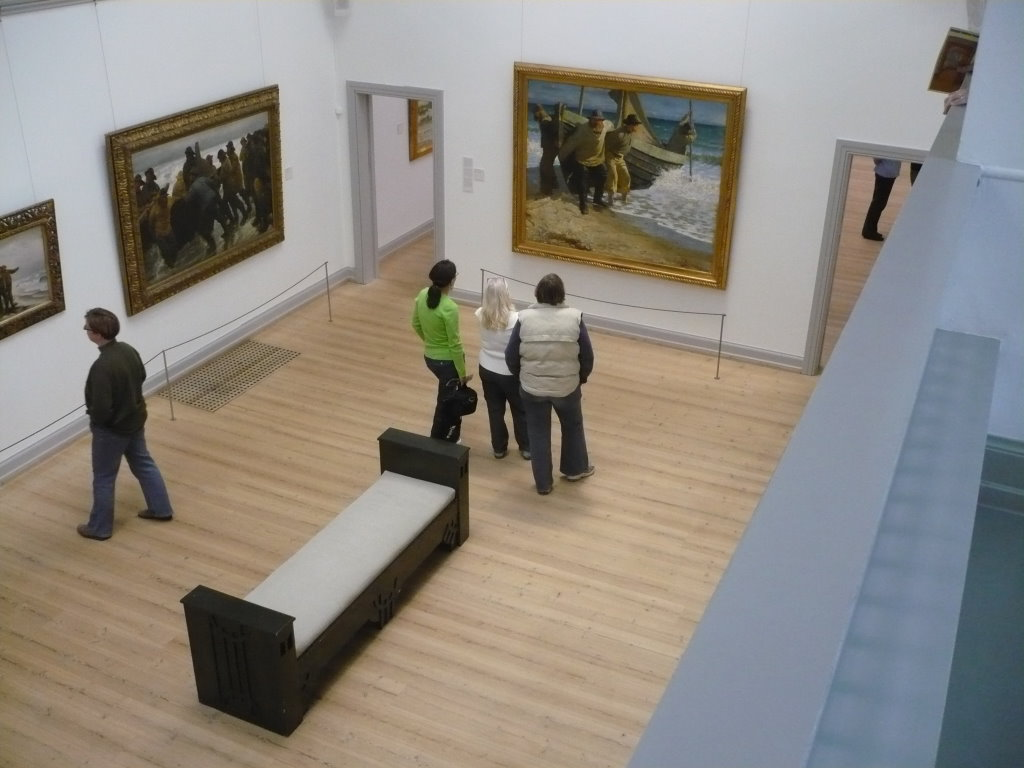
Музей в Скагені.

Музей Скагена був створений в їдальні готеля «Брьондум» у жовтні 1908 року. Далеко не всі картини і портрети, створені в селищі Скаген, залишились в місцевому музеї. Низка творів прикрасила як збірки (приватні і музейні) самої Данії, так і музеї в країнах Європи (Париж, Мюнхен) і Сполучених Штатів. Музей Скагена має низку портретів, перш за все митців, що працювали в селищі, і твори в різних жанрах — пейзажі, сцени в інтер'єрах, побутовий жанр, натюрморт. Загальна кількість експонатів добігає 1800 зразків. Найбільш вартісні експонати музею були оцифровані, завантажені у інтернет і до них отримали доступ широкі верства прихильників мистецтв в усьому світі.

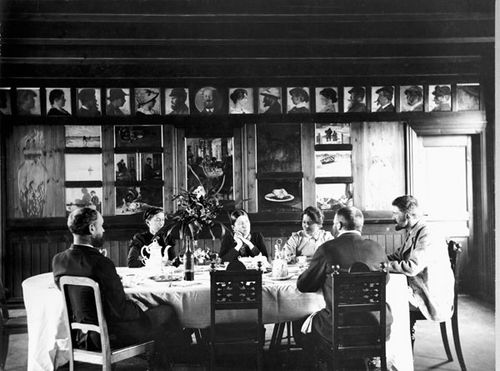
Інтер'єр їдальні готеля на фото 1892 року
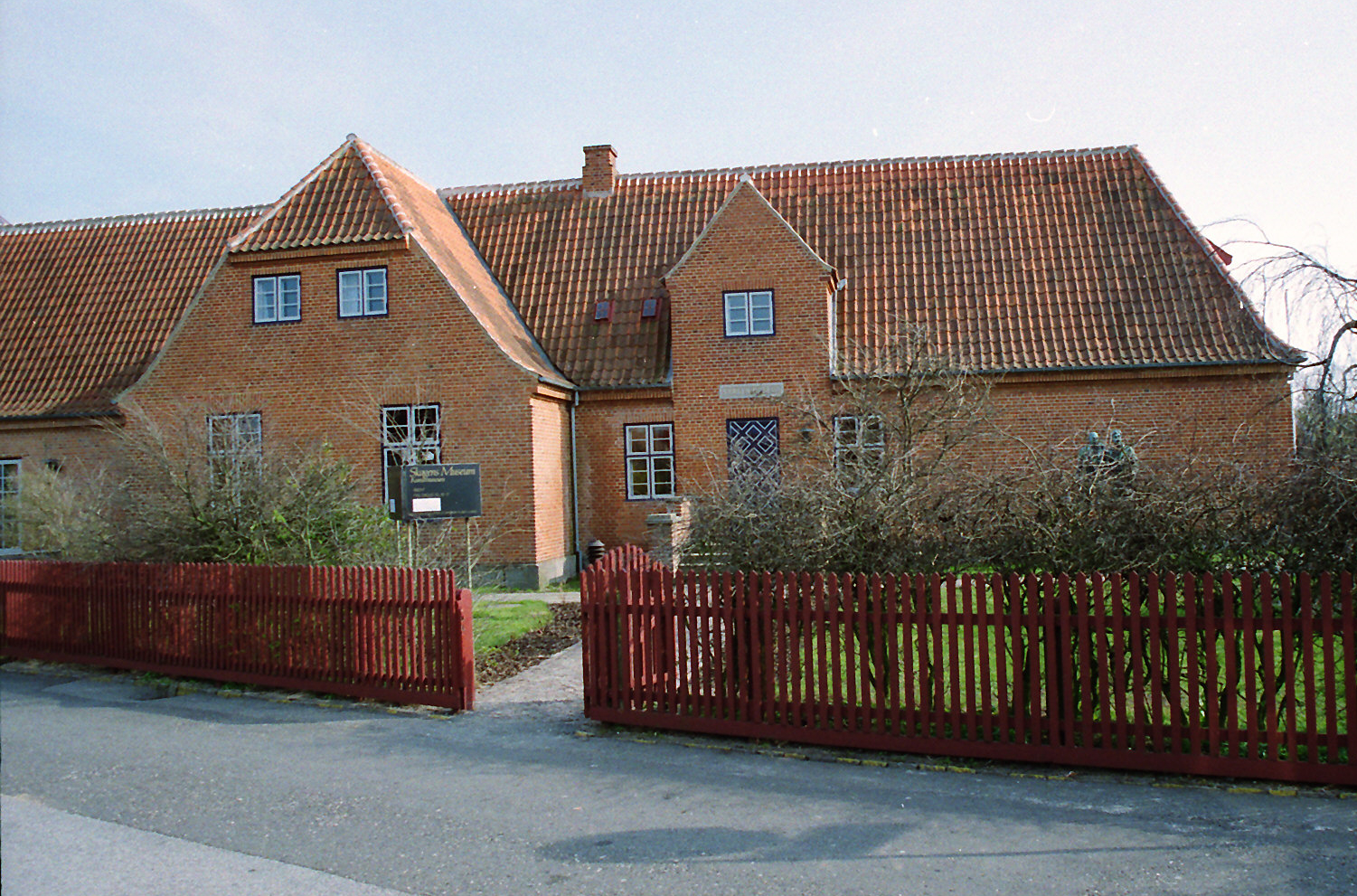
Споруда музею у Скагені, фото 1996 р.
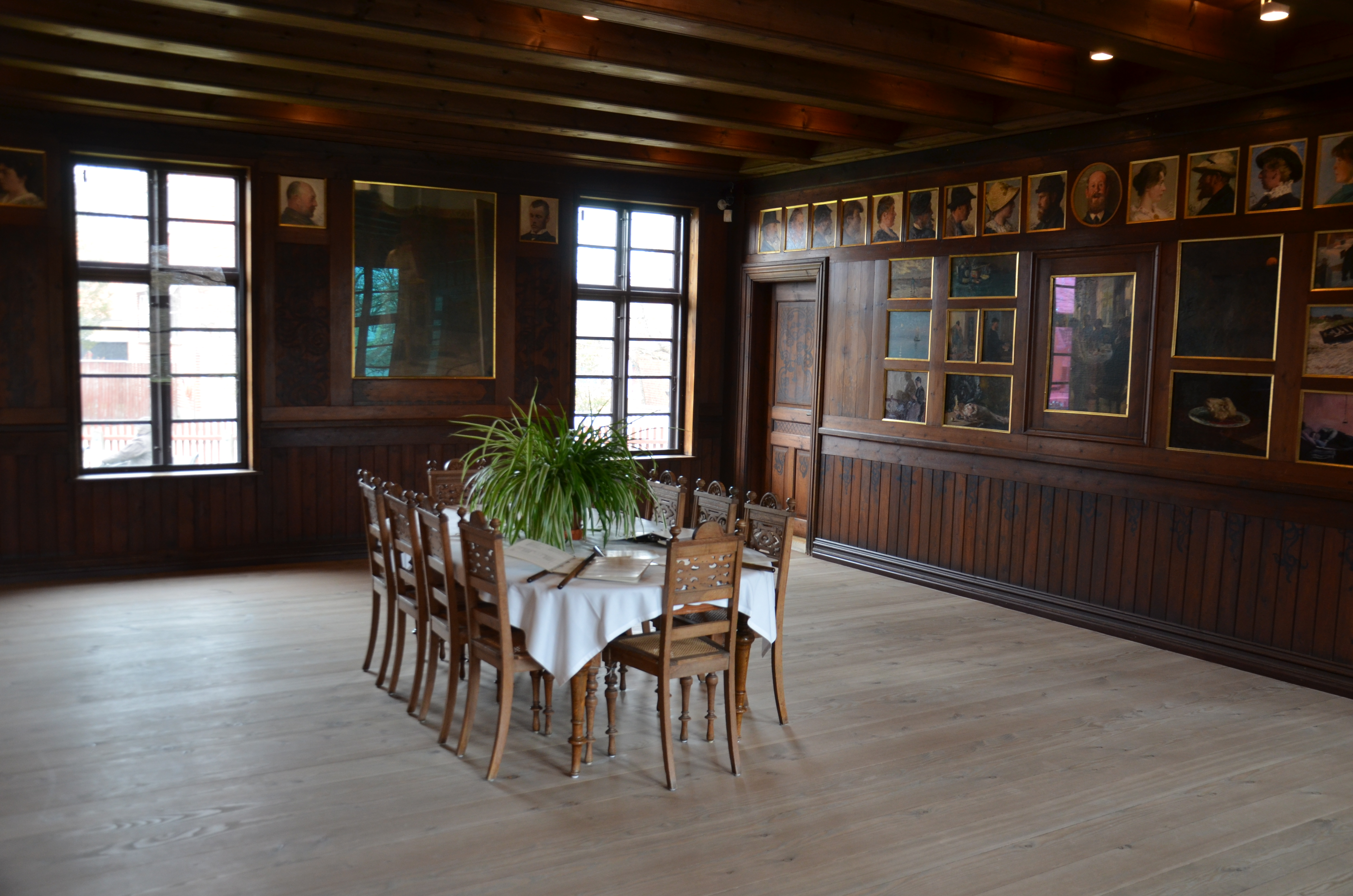
фото 2013 р.